# دالي إلدون كريستنسن
دالي إلدون كريستنسن (بالإنجليزية: Dale Eldon Christensen)‏ هو عسكري أمريكي، ولد في 31 مايو 1920 في Cameron Township, Audubon County, Iowa ‏ في الولايات المتحدة، وتوفي في 4 أغسطس 1944 في Afua ‏ في نيوزيلندا.